# Tom Saintfiet
Tom Saintfiet (ur. 29 marca 1973 w Mol) – belgijski piłkarz grający na pozycji środkowego pomocnika, a po zakończeniu kariery piłkarskiej trener. Od 2018 jest selekcjonerem reprezentacji Gambii.

## Kariera piłkarska
W swojej karierze piłkarskiej Saintfiet grał w takich klubach jak: Stade Leuven (1991-1992), Zwarte Duivels (1992-1993), Oude God Sport (1993-1996) i K Boom FC (1996-1997).

## Kariera trenerska
Po zakończeniu kariery piłkarskiej Saintfiet został trenerem. Prowadził kolejno: rodzimy FC Zammel (1997-1998), iworyjski Satellite FC Abidżan (2000), farerski B71 Sandoy (2002 i wicemistrzostwo Wysp Owczych), holenderski SC Telstar (2003), katarski Al-Gharafa (2003-2004), reprezentację Kataru U-17 (2004 i 3. miejsce w Mistrzostwach Azji U-17 w 2004), niemiecki BV Cloppenburg (2005-2006), fiński RoPS (2008), reprezentację Namibii (2008-2010), reprezentację Zimbabwe (2010), jordański Shabab Al-Ordon Club (2010-2011), reprezentację Etiopii (2011), tanzański Young Africans SC (2012), reprezentację Jemenu (2012-2013), reprezentację Malawi (2013), południowoafrykański Free State Stars (2014), reprezentację Togo (2015-2016), reprezentację Bangladeszu (2016), reprezentację Trynidadu i Tobago (2016-2017) i reprezentację Malty (2017-2018). W 2018 został selekcjonerem reprezentacji Gambii, którą w 2022 doprowadził do ćwierćfinału Pucharu Narodów Afryki 2021.